# Kubai Kommunista Párt
A Kubai Kommunista Párt (spanyolul Partido Comunista de Cuba) Kuba állampártja, az egyetlen legálisan működő politikai párt.
1925-ben alapította Blas Roca, Anibal Escalante, Fabio Grobart és Julio Antonio Mella. A Komintern tagja volt.
1939-ben neve Kommunista Forradalmi Szövetségre (Unión Revolucionaria Comunista), 1944-ben pedig Népi Szocialista Pártra (Partido Socialista Popular) változott.
Kezdetben támogatta Fulgencio Batistát, sőt részt vett Batista első kormányában két miniszterrel. Fidel Castro forradalmi mozgalmát elutasította, mivel azt populista, burzsoá szerveződésnek minősítette, magát Fidel Castrót pedig burzsoá CIA-ügynöknek tartotta (ezt jelentette Moszkvának is). Ez az álláspontja csak 1958 decemberében változott meg, miután Che Guevara találkozott a párt vezetőivel.
1961-ben Fidel Castro saját, Július 26. Mozgalmához csatolt több politikai szervezetet, az egyesülésnek az Egyesített Forradalmi Szervezetek nevet adta. A szervezethez szintén csatlakozott kommunista pártban (Népi Szocialista Párt) emiatt háttérbe szorultak a főbb pártvezetők. A szervezet 1962-ben felvette a Kubai Szocialista Forradalom Egyesült Pártja nevet, mely 1965-ben Kubai Kommunista Párt névre változott.
A párt első kongresszusát csak 10 évvel később, 1975-ben tartotta meg, Havannában.
A párt első főtitkára Fidel Castro volt, aki megromlott egészségi állapota miatt 2011-ben lemondott posztjáról és a párt központi bizottságából is kilépett. A tisztséget 2021-ig Raúl Castro töltötte be.
A Kubai Kommunista Párt irányítása alatt állnak a legfontosabb legális kubai társadalmi szervezetek, többek között:
- José Martí Úttörőszövetség
- Egyetemi Hallgatók Szövetsége
- Kuba Munkásainak Szakszervezete
- Kubai Nők Szövetsége
- Kisgazdák Országos Szövetsége
- Forradalmi Védelmi Bizottságok (CDR)
- Fiatal Kommunisták Szövetsége (UJC)

## Struktúrája
- Ötévente gyűlik össze a Kongresszus, melyen formálisan a helyi pártszervezetek küldöttei eldöntik a párt programját és megválasztják a vezető testületeket. A gyakorlatban a küldöttek személyét a párt legfelsőbb vezetése jelöli ki, s szerepük kimerül a már előre megszövegezett programjavaslat és a vezetők listájának vita nélküli megszavazásában. Az 1997-es kongresszus után 2011 áprilisában tartották a hatodik kongresszust, amelyen megígérték, hogy a kubaiak szabadon utazhatnak külföldre.
- A Központi Bizottság de iure a Kongresszust helyettesíti annak két összehívása közti időszakban, 150 tagból áll, de facto erősen formális szerepe van, évente csak egyszer ülésezik és általában vita nélkül megszavazza az elébe tett javaslatokat.
- A Központi Bizottság Titkársága – a Központi Bizottság legfelsőbb adminisztratív szerve volt 1991-ben, amikor megszüntették, szerepét a Politikai Bizottság vette át.
- A Központi Bizottság osztályai – formailag is nem választott, hanem kinevezett szervek. Gyakorlatban ezek az osztályok látják el a kubai állam irányításának minden feladatát, alájuk tartoznak a minisztériumok és más kormányzati szervek.
- A Politikai Bizottság - 25 tagú szerv, felügyeli a Központi Bizottság osztályainak munkáját és a legfőbb döntéshozó kubai szerv. A gyakorlatban a PB két "örökös tagjának" (Fidel Castro és Raúl Castro) döntése érvényesül mindenben, a Politikai Bizottság az ő konzultációs testületük szerepét tölti be.